# Juego simétrico
En teoría de juegos, un juego simétrico es un juego donde las recompensas por jugar una estrategia particular dependen solamente de las otras estrategias empleadas, no de quién las juegue. Si se pueden intercambiar las identidades de los jugadores sin cambiar las recompensas, el juego es simétrico. La simetría puede aparecer en diferentes formas. Los juegos ordinalmente simétricos son juegos simétricos respecto a la estructura ordinal de las recompensas. Un juego es cuantitativamente simétrico si y sólo si es simétrico respecto a las recompensas exactas.

## Simetría en juegos 2x2
Muchos de los juegos 2x2 que se estudian habitualmente son al menos ordinalmente simétricos. Las representaciones estándar del juego de la gallina, el dilema del prisionero, la caza del ciervo y el juego del oso son todos simétricos. Formalmente, para que un juego 2x2 sea simétrico, su matriz de recompensas debe ajustarse al esquema mostrado a la derecha.
Los requisitos para que un juego sea ordinalmente simétricos son más débiles, pues solo es necesario que el orden de las recompensas se ajuste al esquema de la derecha.

## Simetría y equilibrio
Cheng, et al. (2004) mostraron que todo juego simétrico tiene un equilibrio de Nash de estrategia pura y todo juego simétrico y finito tiene un equilibrio de Nash de equilibrio simétrico.

## Asimetrías incorreladas
Las simetrías en este caso se refieren a simetría en las recompensas. Los biólogos a menudo tratan las asimetrías en las recompensas entre jugadores en un juego como asimetrías correladas, en contraste con las asimetrías incorreladas, que son puramente informativas y no tienen efecto en las recompensas (por ejemplo, en el juego halcón-paloma).